# 張嘉貞
張嘉貞（665年—729年），蒲州猗氏人，中國唐朝政治人物、诗人、宰相，諡恭肅。

## 生平
垂拱元年（685年），中明经五經举，授平乡县尉。不久贬官。长安年间，受侍御史张循宪舉荐，拜张嘉贞为监察御史，迁兵部员外郎。任中书舍人，出任梁、秦二州都督、并州长史。
唐玄宗初，并州设天兵军，以嘉贞为天兵軍节度使、加上柱國。开元八年（720年），宋璟、苏頲離职。升中书侍郎、同中书门下平章事，数月后加银青光禄大夫，迁中书令。
開元十年（722年），嘉贞弟张嘉祐入朝为金吾将军，兄弟並居将辅之位，極為显赫。十一年（723年），以贪赃事贬为幽州刺史。十二年（724年），回京任户部尚书兼益州长史，掌益州都督府。
十三年（725年），受王守一牵连，贬为台州刺史，尋升工部尚书兼定州刺史掌北平军，封河东侯。离京赴任时，玄宗赋诗勉，並诏百官於长安东门饯送。十七年（729年），以疾歸洛阳，失明。當秋卒，赠益州大都督，谧恭肃。
嘉贞皆能胜任职守，“不立田園”，惟性情简慢疏阔，多得罪人，为了讨好唐玄宗宠臣王守一，杖打姜皎，致使姜皎因伤势过重而死。他处人不疑，有恩信，能始终，多提拔後進，如苗延嗣、吕太一、崔训、员嘉静諸人皆稱任要职，时人称“令公四俊”。
子张延賞，初名张宝符，唐德宗年间为宰相。有五女，其中三女適郭元振。

## 著作
- 《全唐詩》巻一百十一收录诗三首：
  - 恩敕尚书省僚宴昆明池应制
  - 奉和圣制送张说巡边
  - 奉和早登太行山中言志应制
- 《全唐文》巻二百九十九

## 延伸阅读
[在维基数据编辑]
 在维基文库阅读此作者作品
 《舊唐書·卷99》，出自刘昫《舊唐書》
 《新唐書·卷127》，出自《新唐書》